# スーパーロボット大戦K
『スーパーロボット大戦K』（スーパーロボットたいせんケイ）は2009年3月20日にバンダイナムコゲームスのバンプレストレーベルから発売されたニンテンドーDS用シミュレーションRPG。
キャッチコピーは「星を超えた友情 この出会いは、必然なのか――」「交差する二つの惑星 忍び寄る”惑星危機”」。

## 概要
SDで表現されたロボットたちが競演するクロスオーバー作品「スーパーロボット大戦シリーズ」の一つ。ニンテンドーDSでリリースされたスーパーロボット大戦シリーズの2作目にあたる。タイトルの「K」の文字は携帯機（KEITAIKI）のKである他、本編中のキーワードの一つとも絡む。
今作最大の特徴として、参戦作品は2000年代の比較的新しい作品を中心とした、主に若年層をメインターゲットにした内容になっている。
当初は2009年4月2日発売予定として告知されていたが、2月26日付けで発売日を3月20日に前倒しすることが公表された。

## 参戦作品

### 一覧
★マークはシリーズ初参戦作品。☆マークは携帯機初参戦作品。
- 破邪大星ダンガイオー
- ☆オーバーマン キングゲイナー
- ★蒼穹のファフナー
- ☆電脳戦機バーチャロン マーズ
- 機動戦士ガンダムSEED
- ☆機動戦士ガンダムSEED DESTINY
- ★機動戦士ガンダムSEED C.E.73-STARGAZER-
- マジンガーZ
- ★ガイキング LEGEND OF DAIKU-MARYU
- ★鋼鉄神ジーグ
- ★機獣創世記ゾイドジェネシス
- ☆神魂合体ゴーダンナー!!
- ☆神魂合体ゴーダンナー!! SECOND SEASON
- ★ガン×ソード

### 解説
全14作品。シリーズ初参戦は『蒼穹のファフナー』、『ガイキング LEGEND OF DAIKU-MARYU』、『鋼鉄神ジーグ』、『ガン×ソード』、『機動戦士ガンダムSEED C.E.73-STARGAZER-』、『機獣創世紀ゾイドジェネシス』の6作品。
『神魂合体ゴーダンナー!! SECOND SEASON』は初登場作である『スーパーロボット大戦Scramble Commander the 2nd』では参戦作品として表記されていなかったが、本作以降表記されるようになった。

### パッケージ登場機体
- ストライクフリーダムガンダム（機動戦士ガンダムSEED DESTINY）
- ゴーダンナー ツインドライブモード（神魂合体ゴーダンナー!!）
- ガイキング（ガイキング LEGEND OF DAIKU-MARYU）
- マークザイン（蒼穹のファフナー）
- 鋼鉄ジーグ（鋼鉄神ジーグ）
- キングゲイナー（オーバーマン キングゲイナー）
- ダンガイオー（破邪大星ダンガイオー）
- ダン・オブ・サーズデイ（ガン×ソード）
- テムジン747J（電脳戦機バーチャロン マーズ）
- ムラサメライガー（機獣創世記ゾイドジェネシス）

## システム
ここでは、本作特有のシステムや新規追加・変更されたシステムについて解説する。シリーズ共通のシステムについてはスーパーロボット大戦シリーズのシステムを参照。
パートナーバトルシステム
『スーパーロボット大戦OG ORIGINAL GENERATIONS』のツインバトルシステム同様、2機1組でチームを組むが、今作ではインターミッション中に編成する（そのため実質の出撃枠が2倍になる）。援護攻撃と援護防御はパートナーとなった機体同士のみで行う他、移動力と地形適応はメイン機体のものが反映される。ただし、メイン機体とサブ機体の地形適応が異なる場合は援護が行えなくなる。今作以降、コマンド「撤退」はメイン機体かサブ機体のどちらかを離脱しマップクリアまで戻れないデメリットがある。
アタックコンボシステム
パートナーを組まずに単独で出撃した時に可能になる攻撃法で、コンボレベルに応じた数だけ射程内の敵を同時に攻撃できる。
ダブルスロットシステム
『スーパーロボット大戦W』にあったダブルスロットシステムを今作も実装しており、ゲームボーイアドバンス版（GBA、非売品だったファミコンミニ版『第2次スーパーロボット大戦』も含む）のスーパーロボット大戦シリーズ作品を、本作と同時にDSに挿入して起動することでインターミッションで専用の強化パーツと資金が入手できる。手に入る強化パーツは、GBAで発売されたシリーズに登場するオリジナルメカと関わるものとなっている（時流エンジンやオルゴン・クラウドなど）。また、一度クリア以降はインターミッション内のショップでダブルスロット限定パーツが買えるようになる。
ただしニンテンドーDSiとニンテンドーDSi LLとニンテンドー3DSではGBAソフト用のスロットが無いため、このシステムは利用できない。
連続ターゲット補正
『スーパーロボット大戦A PORTABLE』から搭載されたシステム。『スーパーロボット大戦A PORTABLE』とは異なり、次に自軍フェイズが回ってくるまで補正効果が有効になり（自軍フェイズで敵を撃破し損ねて反撃を回避した場合、その分の補正が敵フェイズに持ち越される）、被弾した場合は連続ターゲット補正の修正は行われない。
信頼補正
信頼度を持ったキャラクター同士が隣接することで補正を得られる点は従来と同様だが、「射撃武器命中率」「獲得経験値増加」などキャラクターごとに異なった効果が発揮される。また効果は同時にマップに出撃するごとに上昇する他、クリア時の引継ぎ対象ともなる。
撃墜ボーナス
敵を100機撃墜するごとにパイロットのパラメータが10ずつ成長する。

## オリジナルキャラクター

### アトリームの住人
ミスト・レックス
本作の主人公。「惑星アトリーム」防衛隊に所属していた新人パイロット。20歳で一人称は「俺」。
イディクスによって故郷の星が滅ぼされたのち惑星ベザードに漂着し、そこでシェルディアと知り合う。しかし、ベザードも同じくイディクスによって滅ぼされてしまい、その後愛機のレヴリアスと共に地球に漂着。文無しで食事もままならず行き倒れたところをダンナーベースで救助され、記憶喪失を装いながら恩返しも兼ねて働くことになる。
明るく熱血漢だが、結構お調子者でおっちょこちょいなところがあり（特にカガリ・ユラ・アスハからはこう称されていた）、一人で事態を解決しようとして袋小路に陥ってしまうことが多い。
アトリームとベザードという二つの惑星を滅ぼされた悔悟の念から、レヴリアスを封印して戦わないと決めていたが、地球の危機を目の前に再び立ち上がる。一方、二つの惑星を滅亡させたイディクスに対しては激しい怒りを抱いており、彼らのことになると見境がなくなってしまう。パイロットとしての腕前は確かであるが、なにかにつけてアンジェリカから批評を頂戴している。危機に陥った際の潜在能力には目を見張るものがあり、エルリックもその点を高く評価していた。
アトリームでは全ての人々が協調していたらしいためか、同族同士で争っている地球人を理解できないでいる。そのため一時は戦いを放棄しようとするが、アンジェリカかシェルディア（どちらになるかはゲーム中の条件で変化）の励ましによって再び立ち上がる。
専用BGMは「Active Mind」、「Shinin'Heart」、「Astral Burst」。
アンジェリカ・シャルティール
惑星アトリーム防衛隊に所属していたパイロット。一人称は「私」。ミストとは幼馴染で、パイロット歴はミストより若干長い。眼鏡をかけているが動体視力は高い。イディクスとの戦闘中に行方不明になるが、ミストに先んじて10か月ほど前に地球へ漂着していた。その後は正体を隠してビルドベースにてオペレーターとして働いていたが、邪魔大王国と戦っている味方機体群の中にレヴリアスを発見、ミストとの再会を果たす。
戦術立案の面において優れた才能を持つ。レヴリアスとセリウスによる連携技「チェイサー・コンビネーション」は彼女の考案によるものであり、防衛隊エルリック班の必修項目に採用されている。また父親に似て厳格な面をもち、周囲から絶賛されたミストと再会後初の「チェイサー・コンビネーション」でのミストの動きを「あれではピッタリとは言えない」と辛い評価を下した。一方、「自分とミストの連携は防衛隊トップクラスだった」とも発言している。
基本的には冷静な性格だが、時折間違った知識を周りに得意げに披露し、失笑を買うこともしばしば（例：「五十歩百歩」を「50ポイント100ポイント」と言うなど）。ミストとプリシラが何気ない会話をしただけで機嫌を損ねたり、シェルディアが合流してからは彼女とミストの関係に苛立つなど、嫉妬深い面も見受けられる。
愛機は惑星アトリーム時代から使用しているカスタマイズタイプのセリウス。メインヒロインになった場合にのみセリウスが大破し、セルケリウスに乗り換える。
専用BGMは「Autumn Loneliness」、「Winter Call」。
エルリック・シャルティール
アンジェリカの父親にして、ミスト達が所属していた隊の隊長。当時はオリジナル仕様のレヴリアスを駆っていた。アトリーム防衛隊に入る前は単なる一般人だったのだが、強い正義感と人命救助の経験を買われてスカウトされた、という経歴を持つ。機動兵器の操縦技術は確か。ミストをはじめとする隊員からの信頼は非常に厚いものだったが、指導方針が根性論になりがちだったため、首をかしげる新人も多かったようだ。
普段は厳格だが、家庭では抜けている部分が目立つ。また、アンジェリカがメインパートナーとなった場合での「優柔不断END」ではミストの取り合いをするアンジェリカとシェルディアにミストが「何か言ってやってくれ」と助け船を求めるも「専門外だ」として逃げるなど恋愛関係には疎い模様。シェルディアがメインパートナーとなった場合の「優柔不断END」では「基礎がなっていない」としてシェルディアを訓練学校に半ば強引に入れ、ミストを自分の後継者として鍛え上げると共にアンジェリカとくっつかせようと画策するなど親バカな一面も見せる。
イディクスとの戦闘の際「自己犠牲」の精神でクリスタル・ハートの力を最大限に引き出しル＝コボルに特攻するも結局倒せず、機体ごとイディクスに囚われる。その後、パートナーがシェルディアならガズム、アンジェリカならル＝コボルに憑依される。体内に秘めた「欠片」が強かったにもかかわらずクリスタル・ハートを起動できているが、本人は「精神鍛練の賜物ではないか」と推測している。
戦いが終わったあとは地球防衛隊に所属している。

### ベザードの住人
シェルディア・ルージュ
「惑星ベザード」出身の少女。17歳。ミストがベザードに漂着した際に知り合った。一人称は「ボク」（ただし、後述する妹のレムに対しては一人称が「私」になる）。
イディクスのベザード侵攻時に、アトリームから漂着していた量産型セリウスをミストが修理した機体「セリウスII」を与えられているが、戦闘中に機体と共に消息を絶ってしまった。その後衣食住目当てでダリウス軍に所属。敵としてミスト一行の前に現れたことで、地球に漂着していることが明らかになる。
年かさの割に小柄で、ウェンディに同い年に見られるほど。本人も気にしている。
明るく溌剌とした性格だが空気を読まぬ発言をする癖があり、周りを唖然とさせることが多いが、後にいくらか熟慮するようになる。アンジェリカの様に嫉妬深い面はない（ただしメインヒロインになった場合のみ、嫉妬心を持っていると発言する場面がある）。また、必要とあらば努力を惜しまない性格でもあり、卓越した料理の腕とセリウスIIの操縦技術はその向上心によって磨かれたものである。割り切った思考をもち、「誰かを守るために誰かを殺せるか」とミストに尋ねた際、「自分は殺せる」と断言した。
惑星ベザード人は髪がある程度長くなったとき一定の位置から髪の色が変わるという特徴を持つ。彼女はミストと出会い、この特徴をアトリーム人との身体的特徴の違いと認識して以降これを嫌っており、定期的に髪の色の濃い部分を切るようにしている。
メインヒロインになった場合にはセリウスIIが大破し、セルケリウスに乗り換える。
専用BGMは「Spring Breeze」、「Summer Drive」。
レム・ルージュ
シェルディアの妹。一人称は「私」。体内に秘めた「欠片」が強かったため、ベザードで祀られていた「神の石」を起動できなくしてしまう体質を持つ。そのため幼い頃から迫害を受けていた。
ベザードが滅びた際に死亡したと思われたが、実はイディクスによって救助されており、パートナーがアンジェリカならガズム、シェルディアならル＝コボルに憑依される。姉であるシェルディア以上に直截な発言をするタイプで、その爆弾発言ぶりはシェルディアが冷や汗をかくほどである。
シェルディアと異なり、黄色のスカーフを身につけている（シェルディアは青）。
戦いが終わった後は地球防衛隊の見習いオペレーターになる。

### イディクス
幹部クラスの戦闘BGMは「Edax-滅呼-」。
イスペイル
最初に登場したイディクス幹部で一人称は「私」。他の二人と違い「欠片」の密度が薄い。そのためル＝コボルに対する忠誠心はなく、叛意を見せている。科学者の悪意による「欠片」から構成されている。ヴェリニー曰く「小悪党の集合体」。アトリームでの戦いでは前線指揮を執っていた。「クリスタル・ハート」を手に入れようと策を巡らせ、自身の搭乗機エンダークにエルリックのレヴリアスに搭載されていたクリスタル・ハートを搭載し、レヴリアスとミストを狙う。彼の宿っている体は機械の異形となっている。
ミストが飛ばされた地球に目を着けてたどり着いた際、地球を取り巻くマイナスエネルギーの多さに驚き、それを増大させ利用するためにダリウス軍や邪魔大王国に手を貸し地球の混乱を拡大させた。
バーチャロイドの面々やギル・バーグを利用していたつもりだったが、彼らの思惑と行動力を読みきれず裏をかかれることとなる。またKの時間軸におけるタングラムを入手し、ゲート発生装置の拡張機として利用していたが、背後にいるダイモンのコントロールには気付かず、その力を掌握することは全く適っていなかった。
クリスタル・ハートの出力上昇を「怒り」によるものと分析、ミストを執拗に挑発して怒りを誘ったが、クリスタル・ハート本来の性能を発揮させたレヴリアスの一撃を受け、爆散した。
ヴェリニー
イディクス幹部の紅一点で一人称は「私」（稀に「アタシ」の場合もある）。ベザードを滅ぼした部隊を指揮していたが、ミストたちとは当時会っていない。劇中では、物語の開始前にギル・バーグが残党を集め旗揚げした新生バンカーを壊滅させたらしいが、それがのちにギル・バーグという不確定要素に寝首をかかれる結末に繋がる。獣耳をもった女性の憑代に宿っており、かなり短気かつ好戦的な性格。女性や動物の悪意による「欠片」から構成されている。イスペイルとは仲が悪い。
もう一つの地球にたどり着いたのち、カギ爪の男とディガルド武国の裏で暗躍しつつ幸せの時計画のシステムに目を着け、プラネット・クライシスに必要なエネルギーを幸せの時計画のシステム応用でまかなえないかと考えた。
初遭遇時に乗機ビクトーラに傷をつけたレヴリアスを執拗に狙い、ガズムの作戦に便乗する形で襲撃してくることもあった。その時は初合体のソルヴリアスに撃退され、帰還先ではガズムにあたり散らしていた。
最後にはミストたちに撃破され、撤退しようとしたところでギル・バーグの罠にかかり、隙をついたソルヴリアスの一撃に散った。面倒見の良い性格らしく、多くの部下が彼女の死を悲しみ、ガズムに改めて目的を達成させる決意をさせた。
ガズム
イスペイルに続いて登場したイディクス幹部で一人称は「俺」（ただし、後述するル＝コボルに対しては一人称が「私」になる）。宿っている体はレム、もしくはエルリック。立場・存在的にはル＝コボルに次ぎ、忠誠心は相当に高い。
メックスブルートのオーバースキルで部隊の面々を混乱させたり、プレイヤー部隊が和解した勢力の機体を差し向けて動揺を誘おうとする等搦め手を好む。しかし人類に対する認識が甘く、効果が薄い場合がほとんどで、カガリからは「イスペイルの方が自分達を理解していた」とまで言われてしまう。パートナーがアンジェリカならレム、シェルディアならエルリックの体を乗っ取り、意識を消滅させて「欠片」を得ようと考えていたが思うように同化が進まず、ときおり現れる憑代本人の意識に抗う場面が見られた。ヴェリニーとは気が合うらしく、劇中では組んで行動することが多かったが、短気な彼女には手を焼いていた。
レムに憑依している場合ファサリナに驚かれる場面がある。
最後にはソルヴリアスの「リグレット・バスター」で体から追い出されたが、搭乗機ゼナディーエに精神を宿して抵抗。しかし続けて放たれた第二撃が直撃し、ゼナディーエもろとも宇宙のチリと消えた。その記憶はレム、もしくはエルリックに受け継がれ、対イディクスの突破口を開いた。
前述の理由からカットインは二種ある。
ル＝コボル
イディクスの統率者。一人称は「私」。他のメンバー同様憑代によって体を得ている精神生命体。アルケウスに搭載された「クリシュナ・ハート」の力で一つとなった惑星クルスの人間の悪しき心の集合体がその正体で、宇宙そのものの破壊が目的である。エンダーク、ゼナディーエ、ビクトーラの特徴を併せ持った機体、グスタティオを駆る。本来はアルケウスに乗り込む一介のパイロットに過ぎなかったが、「クリシュナ・ハート」の暴走で周囲の生物の悪意を吸収していった結果、破壊衝動の塊となった。1年前にアトリームを襲い、滅ぼした張本人。エルリック、もしくはレムの体に憑依しており、ガズムと異なりその記憶も支配している。初登場時にはそれを利用してミストとアンジェリカ、もしくはシェルディアにゆさぶりをかけ、一度はリグレット・バスターさえも破る実力を見せた。2000年前に同胞（当時闘っていた「クリスタル・ハート」陣営とアルケウスが配備されていた「クリシュナ・ハート」陣営が急きょ結成した連合軍）と敵対し敗北、その結果惑星ごと砕けてしまった。しかしその欠片は生物の心に寄生し、やがて彼らは星々に移民を開始。それを集めるために作られたのがイディクスである。
最終決戦でミストたちに敗れ、憑代から引きはがされた後、精神のみとなってもなお、かつての搭乗機・アルケウスに融合して抵抗するが、二つの地球に住む人々の思いもあわせたリグレット・バスターの直撃を受けて完全に消滅した。なお、「欠片」を全て取り込んで完全体になると、「クリシュナ・ハート」を意図的に暴走させることが可能になる。
ガズム同様の理由でカットインは二種。アルケウス搭乗時の専用BGMは「Krishna-魂喰-」。

## オリジナルメカ

### 惑星アトリーム

#### 採用技術
クリスタル・ハート
惑星アトリームの遺跡で発掘された古代の遺産。感情の波動を増幅しエネルギーを発生する半永久機関である。ただしマイナスの感情ではパイロットに負担がかかってもエネルギーは発生しない。真の力を発揮するには搭乗者の「自己犠牲」の感情が必要であり、その際には恐るべきパワーを発揮できるのだが、それと引き換えに搭乗者は命を落としてしまうという。
クリスタル・ハートを起動させる感情は心の根底にある他者への「愛」であり、「自己犠牲」にせよ「思いやり」にせよその根底にあるものは「愛」である。ほかにもサコンが調査と検証を行う際に、ツワブキ・ダイヤがテストパイロットを行いクリスタル・ハートは稼動した。ただし、適性を持つ者（クルス人の遺伝子をひくアトリームやベザードの人々）以外では発生するエネルギーに大幅な劣化が生じてしまう（変換効率が大幅に落ちる）。
大パワー発生時には機体が燐光を纏い、様々な能力を発現させる。具体的には、武装の破壊力が向上する（レヴリアス、ソルヴリアス・レックス）、強力なバリアを展開して敵の攻撃を防ぐ（セリウス、セリウスII、セルケリウス、ソルヴリアス・レギーナ）などがある。発せられる光は機体によって異なる。
遺跡で発掘されたのは全部で5基であり、ミストのレヴリアス、セリウス（のちにセルケリウスに搭載）、エルリックのレヴリアスに搭載され、残る2基は厳重に保管された。他にも、惑星ベザードで「神の石」として崇められていたものを含め、劇中では4基が機動兵器に搭載されていた。
神の石
惑星ベザードで機械に近づけると機械を起動させる性質があるとして御神体として祀られていたもの。実はクリスタル・ハートであった。物語中ではセリウスIIに搭載されている。
表面は特殊コーティングされておりクリスタル・ハートと外見は違うようだが、機能は全く同じ。

#### 機動兵器
地球外文明に由来する兵器だが、ディスプレイに表示される言語はドイツ語。惑星アトリーム防衛隊にはオリジナル仕様のレヴリアス以外にも量産型のレヴリアスやノーマルのセリウスが配備されていたが、ここでは主人公たちが搭乗する機体についてのみ解説する。
レヴリアス
惑星アトリームの防衛隊の主力機。ミストの搭乗機は、惑星アトリームの遺跡で発掘された「クリスタル・ハート」を搭載した改良型と説明されていたが、実はミストの搭乗機こそが「クリスタル・ハート」を搭載した2,000年前の本来の仕様で復元（デッドコピー）されたオリジナル機である。アトリームでの戦いにおいてもう一機のオリジナル仕様機であるエルリックの機体は大破してしまったため、現存するオリジナル仕様機はミスト機のみ。
半永久機関である「クリスタル・ハート」を搭載しているため基本的に補給は不要で、2か月も無整備で森の中に隠匿していたにもかかわらず支障なく戦闘をこなしている。
接近戦から遠距離戦まで対応できる武装を持ち高い汎用性を誇り、背部の大出力ブースターにより高い機動性・運動性を発揮する。ただし装甲はあまり強力とはいえず、セリウスもしくはセルケリウスのサポートが必須である。各部にオプション装着用のハードポイントが設置されており、無謀な任務の遂行にも一役買っていた（劇中の台詞で確認できただけで漁業パック、深海探査スーツ、削岩アーム、消防アーマーなど）。
武装
ステアード・システム
レヴリアスのメイン武装。剣と銃に可変する機構であり、射撃・格闘どちらにも対応できる万能武器である。
ステアード・シュート
銃型に変形させたステアードからビームを連射して攻撃する。
トドメ時には敵機の背後を取り、撃ち抜く。敵に文字通り「風穴」が開き、爆発ののち離脱する。
ステアード・スラッシュ
順手に持ったステアードで斬撃を加え、敵にステアードを食い込ませたまま一旦ステアードから手を離し、ステアードを逆手に持ち替え、その後ステアードにエネルギーを纏わせ回転しつつ連撃、突破する。
トドメ時には突破したのちステアードをステッキの様に回しエネルギーを解除、ポーズを決めて背後で爆発。
グルーヴァイン・バスター
両腕にマウントされた武器・グルーヴァインを展開させ、遠距離から狙い澄ました一撃を撃ち込む。
トドメ時には着弾を確認したのち、地形を問わず（例え宇宙空間でも）崖の上に着地し、胸部から蒸気を吹き出す。
また、武装としては使用できないが、ビームソードを出力するストライカーモードが存在する。

必殺技
ブレイブ・クラッシュ
イスペイルとの決戦で目覚めた攻撃アクションパターン。
「クリスタル・ハート」の出力を全開にし、ステアードをシュート→スラッシュと繋いで攻撃。その後、グルーヴァイン・バスターを至近距離で叩き込み、グルーヴァイン・ストライクで連撃を加え、「アクティブ・マインド」へモードチェンジを行い、最後に力場を纏って突撃する。ミストが作中で「（隊長の）レヴリアスが光に包まれた」と言及したのは、この状態である。
通常、力場を纏っての突撃は正面から行うが、トドメ時には上空から突撃し、大爆発を起こした後に光の鳥のようになって離脱し（やはりこちらも例え宇宙空間であっても地形を問わず）着地、リアル頭身で胸部から蒸気を吹き出す。
チェイサー・コンビネーション、シェイカー・コンビネーション
連携攻撃。詳しくは各セリウスの項を参照。

セリウス
レヴリアスのサポートを目的とした量産機。レヴリアスの対となる機体、セルケリウスの簡易量産型といえる。アンジェリカの搭乗機は「クリスタル・ハート」を搭載し評価実験が行われていた機体。オリジナル同様修理・補給装置を搭載し、装甲が脆弱なレヴリアスをサポートするために強力な装甲を持つ。両肩のパーツはクリスタル・ハートのバリアを展開するシールドであり、オリジナル機の「フィデース・レイ」システムに該当するが、発射機構はオミットされている。中盤でクリスタル・ハートが暴走を起こし、修復不可能なほどに損壊した。レヴリアスとの連携攻撃が可能。
武装
マドラー・システム
セリウス唯一の武器。転送によって出現する。
マドラー・システムはステアード・システムを基に開発され、より殺傷力が低く設定されている。そのため、大型生物に対してスタンガンとして、また蘇生用のAEDとしても使用可能なように設計されている。
マドラー・シュート
その場で狙いをつけ、マシンガンのようにビームを連射する。
セリウスIIもそうなのだが、強化改修で特殊能力に「クリスタル・ハート」が追加されて以降は弾数制限がなくなる。
マドラー・スタナー
システム下部の刃に電撃を纏わせて殴り続け、電磁場を展開してトドメを刺して突破、浮遊しながら爆発を見据える。
必殺技
チェイサー・コンビネーション
レヴリアスとの連携攻撃。同時にシュートモードで撃ち続け、ゼロ距離まで突撃して一撃する。
アトリーム防衛隊に入隊して間もないアンジェリカが編み出した戦法であり、その有効性が認められ、以降防衛隊エルリック班の必修項目になった。

セリウスII
惑星ベザードに漂着したセリウス（アンジェリカ機とは別の機体）を改良した機体で、惑星ベザードで御神体として奉られていた「神の石（=クリスタル・ハート）」を搭載している。性能はセリウスと同等。レヴリアスとの連携攻撃も当然可能。惑星ベザード漂着時に惑星アトリーム防衛隊で運用していた基本モーションデータがほとんど破損していたため、ミストとシェルディアが何度か調整したらしいが、かなりトンチンカンな改造をしたため、動いているのが不思議な状態が続いていた。のちに中破し修理され本来の機能を取り戻す。展開次第ではセリウスの代わりにこちらがなくなる。やはり修理・補給装置搭載。初登場時にはダリウス軍にいた。
武装
マドラー・システム
セリウス同様の武器。
シェルディアの性格または操縦のクセなのか、転送後に肩を叩くようなモーションが入り、使用後に投げ捨てる描写がある。
マドラー・シュート
セリウスとはモーションが違い、セリウスがその場で撃つのに対し、本機は突撃しつつ弾が切れるまで撃ち、捨ててしまう。
マドラー・スタナー
セリウスのスタナーと同じく、電撃を纏わせて殴りつける。
トドメ演出は、セリウスの放電に対しこちらは＋と－のエフェクトが入る力場を展開して突破、爆発を背後にポーズを決める。
必殺技
シェイカー・コンビネーション
レヴリアスとの連携攻撃。スタナーで殴った後レヴリアスが斬りかかり、突き抜けた後反転。セリウスIIがスタナーで動きを止めている間にステアードで一閃してとどめ。二つのコンビネーションはプログラムではなく、マニュアル操縦によるもの。

セルケリウス
セリウスのオリジナル機で、頭部はセリウス及びセリウスIIから2本のアンテナをオミットした様な形状をしている。レヴリアスとの合体機構を搭載しているが、連携攻撃は不可能となっている。
サポート機とはいえ武装は充実しており、前線での運用に耐える機体となっている。装甲もセリウス以上に強力で、機体そのものの防御力も高い上に「クリスタル・ハート」のバリアを使用可能と、防御面において充実した性能を誇る。遠距離戦重視の機体だが、両腕の「トゥインクル・セイバー」で接近戦もこなす上に、攻撃の締めに突撃を多用する。本来はアトリーム防衛隊に配備されるはずだったが、後述するソルヴリアス合体におけるリスクを知った開発陣により、意図的に復元が遅らされていた。結局、防衛隊には配備されず、イディクスに回収された。
イディクスの月面基地において発見されるも、「クリスタル・ハート」がなく動かすことができなかった。ただし、イスペイルによる実験の痕跡として、イディクスが使用するコンバータを搭載している。いずれかのセリウス大破後、それに搭載されていたクリスタル・ハートを移植。その後度重なる修復・調整を経、搭乗機を失っていたパートナーに渡された。
武装
ティア・ストレーナー
マドラー・システムのオリジナルであるクロスボウ型の武器。矢状のビーム弾を連射する。マドラー・システムと異なり、マシンガンのように連射がきかない。
シェルディアが搭乗した場合、召喚後に肩を叩くようなモーションが入る（さらに5発撃って2発しか当たらない）。
設定上、敵機のモジュールを誤作動させる牽制用のビームを発射することができるという。
トゥインクル・セイバー
両腕に搭載されたビームソード。斬り飛ばしたあと突撃して斬りつけ、背後にまわって両腕をそろえて突き刺し、真っ二つに切り裂いて締める。パイロットで微妙にモーションが違う。
フィデース・レイ
肩部後方のユニットを展開して放つ軌道誘導可能なレーザー兵器。多数のレーザーを同時発射し、軌道を変えて狙い撃ちにした後、バリアを展開したまま突撃してとどめ。パイロットによって始動射程と最大射程が変わる。
必殺技
ティア・ストレーナー・ミラージュ
ティア・ストレーナーの出力を最大まで上げ、両側にビーム刃を出す。最大威力のレーザーを放ち、突撃軌道上に力場を複数展開、ティア・ストレーナーを衝角代わりにして突撃し突破、背後で大爆発。

ソルヴリアス
レヴリアスとセルケリウスの合体形態。攻撃力を重視し、レヴリアスを上半身とした「レックス」と、索敵・サポート能力を重視し、セルケリウスを上半身とした「レギーナ」の2形態がある。ただし、メインパイロットが交代することはなく、一貫してミストが操縦する。
合体にはレヴリアス、セルケリウスのパイロット間の「思いやり」が必要であることが劇中で言及されている。
「クリスタル・ハート」を二つ同時に稼働させる動力システムで稼働し、「クリスタル・ハート」の相乗効果により爆発的なパワーを生み出す。搭乗者の感情の強さ次第では無限の出力を引き出すことも可能であるとされるが、それだけに搭乗者への負担は凄まじく、最悪の場合搭乗者の命を奪う恐れすらある。
かつて惑星クルスにおいて勃発した内乱で「クリスタル・ハート」を使用していた陣営の主力兵器であるとされる。
「クリスタル・ハート・ソード」「リグレット・バスター」「クリスタル・ミスト」「クリスタル・アンプレクス」使用時にはBGMが「Astral Burst」になる。
レックス
「レックス」は、レヴリアスの下半身が股間部から分割し、「レックス」の両腕になり、セルケリウスのスタビライザーが、「レックス」の両脚になる。腰部背面にはセルケリウスの下半身がエアユニットとして接続されスラスターとして機能する。なお、設定上はこの形態でもステアード・システムやグルーヴァイン・バスター、フィデース・レイを使える。
搭乗者の感情次第では無限の力を発揮することが可能だが、それは同時に搭乗者に無限の負担がかかる（＝搭乗者の死亡)ことを意味する。
武装
ストゥディウム・ビーム
額から大出力のビームを放ち、トドメ時にはさらに出力を高めて敵を消滅させる。
オペリオル・ブレイカー
ビームアンカーで捕獲した敵を引き寄せ、殴りつけて粉砕する。
アンジェリカ曰く「引く手数多の武器」（用法は間違っており、ミストが指摘する）。
エア・エクシーレ
背部エアユニット（セルケリウスのスラスター部分）を射出し、ビームを撃ちだして攻撃しつつ動きを止める。その後エアユニットの突撃軌道上に力場を展開、ビーム刃を出力して突撃させ、戻ってきたユニットを装着してポーズを決め、締める。
使用時のセリフから、出力調整はミストが行い、それ以外はパートナーが行っている様子。
必殺技
クリスタル・ハート・ソード
ステアードとティア・ストレーナーを接続し、エネルギーの刃を出力して大剣に変える。斬り抜けた後切り上げ、上昇の勢いで突き刺し、最後に一刀両断して着地、背後で大爆発が起こる。
トドメ演出は、一刀両断したのち蹴り落とし、剣をエネルギーで覆い、多数展開された力場を突き破るように敵機に向けて投擲。大地を砕き、宇宙空間にまで達してなお余りある光の柱が生まれる。
シャイニング・ハート・パニッシャー
単体の武器ではなく、「リグレット・バスター」の締めに使われる攻撃。エネルギーを右腕に集中し、叩きつけて空間ごと粉砕する。似たようなアクションは「オペリオル・ブレイカー」でも使用している。
リグレット・バスター
ソルヴリアス最大の威力を持つ精神エネルギー投射兵器。威力の調整は自由自在で、敵パイロットの苛立ちを鎮めるのに留めたり、敵機に物理的衝撃を与えて破壊するなど様々なことが出来るという。劇中では精神生命体であるガズムやル＝コボルを憑代から引き剥がし消滅させるという用法を見せた。
クリスタル・ハートの出力を臨界まで上げつつ、格闘攻撃の連続で時間を稼ぐ。チャージ完了とともに敵を宇宙空間へ打ち上げ、全身からクリスタル・ハートによって増幅された精神エネルギーを敵機へ直接投射する。
トドメ時には「アストラル・シフト」によって投射され続けているエネルギーの内部を通って敵機に突撃し、その後敵機内部の一種の精神空間に突入。「シャイニング・ハート・パニッシャー」でトドメを刺し、敵機内部から莫大なエネルギーを放出して大爆発。
燃えさかるクリスタル・ハートのエネルギーの中からソルヴリアス・レックスが姿を現しカットイン、モニター画面がハート型に収束して閉じる。

レギーナ
「レギーナ」は、レヴリアスのグルーヴァインを含めた両腕が「レギーナ」の両脚になり、セルケリウスの両側のスタビライザーに収納された物が展開して「レギーナ」の両腕になり、頭部はセルケリウスの股間部で、セルケリウスの脚部がツインテールになっている。クリスタル・ハートのバリアを使用できるだけでなく、クリスタル・ハートのエネルギーを装甲表面に展開しているため見た目に反してかなり頑丈。武装の破壊力はともかく、機体の性能だけを純粋に見れば「レギーナ」の方が上である。
搭乗者の感情次第で各種レーダーシステム等の精度・指向性のほか、索敵能力が大幅にアップする。
「レギーナ」の武装には全て特殊効果がついている。
武装
クリスタル・ショット
ステアードとティア・ストレーナーを接続し、楔形のビームの弾丸を放つ。
クリスタル・ミスト
スラスターを全開にして一気に空に舞い上がり、フィデース・レイの発射機構を展開し、粒子の霧を散布するMAPW。
クリスタル・グレイヴ
ステアードとティア・ストレーナーを接続し、ビーム刃を展開して槍とし、フィールドを展開して突撃。最後は打ち上げた敵の背後を取り、脚部になっているグルーヴァイン・バスターを撃ちこんでとどめ。
クライング・バースト
「クリスタル・ハート」の防御フィールドを投射して動きを止め、ビーム弾を連射して追撃。最後に大出力のレーザーでとどめ。
必殺技
クリスタル・アンプレクス
基本的にはクリスタル・ミストと同じ。フィデース・レイのシステムを展開して粒子を散布し、それを一体の敵機に集中させ、「エンブレイス・エンド」の掛け声で圧縮爆砕する。

### イディクスの機動兵器
イディクスの機動兵器は全てバリアとEN回復を装備している。
エンダーク
イスペイルの専用機。最初に戦う幹部クラスのロボットでもある。イスペイル曰く「滅ぼした惑星の技術を全て取り込んでいる」とのことで、その姿は1,000年の間で変わり続けている。幹部クラスが乗り込む強力な兵器ではあるが、全ての技術を使うという発想自体に無理があるため、取り込んだテクノロジーの全てを完全には生かし切れていない。
機体中央付近にある腕がエンダーク本来の腕で、元の機体の上から追加装備の形で改造を行ってきたことが窺える。その他、右腕は建設機械を思わせるデザインの格闘腕で、左腕は通常のマニピュレータで肘から手首にかけて「ミナール・スティンガー」が装備されている。また、左肩の上部にサブマニピュレータが装着されており、武装「ミナール・ハンマー」を保持している。機体の各部に歯車などの部品が見え、カラーリングと相まって建設機械の趣を感じさせる機体である。
最終的にイスペイルが回収したクリスタル・ハートを搭載したが、イスペイルがクリスタル・ハートの性質を勘違いしたために機能不全に陥ってしまう。
武装
ミナール・スパイカー
左マニピュレータに搭載されたミサイルを発射し、続いて機体各所からのミサイルで敵を一網打尽にするMAPW。
ミナール・スティンガー
「ミナール・スパイカー」を一点集中で放つ。ただしこちらは左腕のみ。
ミナール・ハンマー
右マニピュレータでハンマーを保持し、エネルギーを貯めて殴りつける。
必殺技
ヘビー・ソニック・プレッシャー
腹部にある眼球状の砲口から撃ち出す波動照射兵器。熱波、光波、重力波、電磁波、衝撃波を合成している。

ビクトーラ
ヴェリニーの専用機。狼の獣人を模した姿をしている。
エンダークとは逆に、滅ぼした惑星に生息していた生物の生体構造を活かし、さらに徹底的にムダを省いて再構築され続けている機体で、現在は獣の俊敏性と生命力を主に活かした形になっている。ムダを省いていった結果、機体サイズと比較して非常に軽量化されたボディとなり、強化された人工筋肉から生み出される瞬発力と相まって恐るべき速度を発揮し、手数を活かした戦法で打撃力の低さを補っている。また、各部の追加アーマーや表層を覆う特殊繊維によって各種兵器に対する防御手段も備えているため、見た目に反してかなりの防御力を有する。
最後にはギル・バーグに裏切られ多大な損傷をこうむったところに、ソルヴリアスのクリスタル・ハート・ソードの一撃を受けて爆散する。
戦闘アニメのグラフィックは左右が反転している。
武装
スパークリング・ゲイザー
右手から撃ちだすビーム。ビクトーラ唯一の遠距離武器だが、必殺級の威力を持つ。
必殺技
クロー・スプリッツァー
クロー・スプリッツァー（テンペストモード）
クローのブースターを噴射し、高速移動しつつ切り裂く。テンペストモードは同様のアクションによるMAPW。
アグレッシブ・グラインダー
機体の出力を上げ、高速移動しつつ切り裂く。続いて左手のクローによるラッシュを叩き込み、最後に突き刺す。

ゼナディーエ
ガズムの専用機。その姿は宇宙のどこかに存在する生物を模したと言われているが詳細は不明。地球の神話に登場する悪魔か死神を彷彿させる。
ボディを構成する構成素材の半分以上が実体を持つ精神的物質（欠片）であるという特徴を持ち、イディクスが保有する機動兵器の中でも異彩を放っている。また、その特徴を生かし、質量や大きさをある程度自由に操れる。
武装のほとんどは、ゼナディーエ自身が保持している精神的物質を精神生命体として再臨させ、ある種の魔術的な攻撃手段として扱うもので、これに対抗できる手段を持つ機動兵器はほとんど存在しない。憑代から引き剥がされたガズムが憑依するが、能力は大幅に低下し、「リグレット・バスター」の一撃で消滅する。
必殺技
ストレンジャー・ストーム
棺から無数のコウモリを呼び出し、敵をせん滅するMAPW。
スティミュラント・スピリッツ
棺から死霊を召喚してぶつける。
ディライト・ファルクス
棺から小さな鎌を二つ召喚して投げつけ、続いて大鎌で切り裂く。その後槍状に変形させ、突き刺した相手を投げ飛ばす。
ミッドナイト・コフィン
召喚した棺をそのままぶつけ、内部の異空間に敵機を取り込む。その中でストレンジャー・ストーム、スティミュラント・スピリッツ、ディライト・ファルクスの順で攻撃し、最後は棺を閉じて爆破する。ガズムのカットインがあるが、最終面で欠片が搭乗しているものは機体のバストアップのみがカットインする。

グスタティオ
ル＝コボルの専用機。ビクトーラ、ゼナディーエ、エンダークの順で上から重なったような姿をしており、3機の特徴を併せ持ち、それらに足りる高い性能を有する。
エンダーク、ビクトーラ、ゼナディーエの改造データをリアルタイムで反映しているため、過去に滅ぼしてきた惑星の技術・文化・生物などの長所を全て兼ね備えている。幹部用機動兵器3機が合体したような姿をしているが、それらの能力を活かすために現在の形に変化しただけであり、全くの別個体である。理由は不明だが高性能の脱出装置も搭載されている。
必殺技
ケーナ・ディバイダー
両肩の「ミッドナイト・コフィン」からゼナディーエの幻影を無数に呼び出し、動きを止めた後「スティミュラント・スピリッツ」の集中砲火を浴びせる。
ブランディウム・ディバイダー
MAPW。ケーナ・ディバイダーの広範囲版。
クロスブリード・チャージ
右手をビクトーラの爪に変化、突撃して打ち上げ、エンダークの歯車で追撃、回り込んでその腕をミナール・ハンマーに変化、フルパワーで叩き落とす。
トリプル・アペタイザー
物理波動・生命波動・精神波動による三界複合光線。その性質上、いかなる敵をも分解する脅威の兵器であるとされる。
三機の幻影を呼び出し、それぞれの必殺技で集中砲火をかけ、グスタティオの両腕をクロー型に変形させて突撃し、斬り裂く。ル＝コボルのカットインがある。

アルケウス
クリスタル・ハートのアンチシステム「クリシュナ・ハート」を搭載したイディクス最強の機動兵器。ル＝コボルの半身とも言える機体で、強力な武装が施されている。
もともとは2,000年前の戦いにおいて「クリスタル・ハート」搭載機を打ち破るための切り札として開発された機体だが、動力源である「クリシュナ・ハート」の暴走によって周囲の生物の精神を取り込んで全滅させてしまったため、「クリスタル・ハート」陣営と「クリシュナ・ハート」陣営双方の脅威となり、両陣営が協力するきっかけとなった。外観は4本の腕を持つ女性の上半身と、様々な生物の足が生えた龍のような下半身が合わさった姿で、攻撃用の巨大な腕が宙に浮かんでおり、背中には時空間ゲートの本体を背負っている。また、顔の上半分が一つ目のマスクに覆われているように見えるが、この一つ目が本体の目となっている。
現在のアルケウスは、アトリームやベザードなどクルス人の末裔の星を滅ぼして手に入れた「欠片」で修復途中の段階だが、悪意を吸収して稼動する「クリシュナ・ハート」により、現状でも絶大なパワーを持つ。また、元来のアルケウスを構成していた機械部品はほとんど残っておらず、ゼナディーエ同様「欠片」が主な構成物質である。そのため、精神生命体であるル＝コボル自身が憑依することで、さらに強大な力を発揮するようになる。
必殺技
クリシュナ・エクステンション
アルケウスの背後から巨大なゲート（ル＝コボル曰く無限輪）を出現させ、そこに対象を吸い込みゲートごと爆発させる。
フェイタル・フェイト
左右の巨大な手を相手に向かって飛ばし、左、右の順で対象にパンチを食らわしてから両手で押しつぶし、最期に融合を図って爆発する。
クリシュナ・アセンション
クリシュナ・エクステンションと同様に巨大なゲートを出現させ、周囲の星ごと対象を吸い込み、さらに対象を吸い込んだ先で四つのゲートを出現させ両手による連続パンチを食らわせ最期にフェイタル・フェイトと同じように融合を図り爆発させる。ル＝コボルとアルケウスの眼が開くカットインがある。

メトラ
イスペイルに従う一般兵が使用する機動兵器。ミサイルランチャーとガトリング砲を装備した戦闘ポッド。制圧戦用に開発された機体で大量生産されており、侵攻する対象に大量に投入される。
武装
ホワイト・ヴェイパー
腹部のビーム砲を撃つ。
アームズ・バスケット
頭部のガトリング砲でと両腕のミサイルランチャーを連続で撃ち出す。

デスエラ
ヴェリニーに従う一般兵が使用する機動兵器。狼男のような外見で格闘戦を得意とする。全高はビクトーラとほぼ同じで、重量はビクトーラの2倍以上ある。また、ビクトーラの改造に合わせて改良が続けられており、ビクトーラの簡易量産機とも言える。
武装
ストレート・イレイザー
口からエネルギー波を放つ。
ミディアム・ラム
四つんばいになり、頭部の角を突き出して相手に突進して突き刺し、そのまま放り投げる。

## 設定
主人公部隊
大空魔竜、アークエンジェルを旗艦として活動していた。戦力の中核はレヴリアス・セリウスとダンナーベースの面々、大空魔竜戦隊であり、のちにビルドベースから鋼鉄ジーグ、「もうひとつの地球」でヤーパンの天井（当初はゲイナーなど一部のみだったが）やヴァンの一行、ゾイドの面々が加わり記録的なスピードでメンバーが増加。さらには異世界からバーチャロイドが、竜宮島近辺での戦闘でアークエンジェル隊、ファフナーチームが参加。ダリウス軍やフェストゥム、擬態獣などを撃退しつつ各地を転戦した。最終作戦ではイディクスを二つの地球から力を借りることで完全に撃破、それに伴い二つの地球の交流が途絶えたことでなし崩し的に解散。主人公側の地球のメンバーはのちに地球防衛隊に参加、擬態獣などと未だ戦っている。
惑星アトリーム
ミストとアンジェリカの故郷の惑星。物語開始時の地球よりも強力な防衛隊が存在していたが、物語開始の一年前にイスペイル率いるイディクスの襲撃で滅び、その戦いの最中にエルリックが行方知れずとなっている。「もう一つの地球」においてこの惑星の原産と思しき果実などが売られているのをミストが発見し、その後過去に起こった「大変動」によって他の惑星の文化や物が流れ着いたことが原因だったと判明する。ただ、グローリアにあったアトリームの遺跡や地形については最後まで不明のままである。
惑星ベザード
シェルディアの故郷。アトリームからミストが流れ着き、10か月ここで暮らしていた。シェルディアやミストの話から、この星では戦争が歴史の教科書に出てくる程度の遠い過去の出来事で、地球のように侵略者が攻めてきている状態で内紛状態に陥るようなことはなく、イディクスの侵攻に対しては一致団結して立ち向かったらしい。「神の石」という永久機関（正体はクリスタル・ハート）を崇めている。物語開始直前にヴェリニー率いるイディクスの襲撃で滅亡し、ミストはこれに巻き込まれる形で地球に飛ばされた。「神の石」は、アトリームで2,000年前の戦いにおいて使われていたものであることがわかっている。二つの惑星、そして二つの地球の関連については、ゲーム中で「同じ星」であることが示唆されているが、詳細は不明。
惑星クルス
アトリーム、ベザード両星の住人達の祖先が住んでいた惑星。非常に発達した技術体系を持っていたが、あるとき内紛が起こってしまい、「クリスタル・ハート」を使う陣営と「クリシュナ・ハート」を使う陣営が対立する。しかしその過程で「クリシュナ・ハート」陣営の切り札である機動兵器「アルケウス」の暴走によってアルケウスを両陣営が共通の脅威として認識、結果両陣営は協力し自分たちの惑星の破壊と引き換えにアルケウスを破壊する。その後彼らは移民を開始し、その移民先としてアトリームやベザードが選ばれた。そしてその技術体系を一度封印し、意図的な文明後退を行った。
もう一つの地球
時空間ゲートで地球から転送された大空魔竜がたどり着いた惑星。地球とは異なる地形だが、現地の人々も自らの星を「地球」と呼んでいるので、このような名称が付いた。地球のロシア料理や日本料理と全く同じ料理が出てきたり、アトリームの遺跡や果物が登場したりと、両者との関係を匂わせるも作中でそれらの謎が解明されることはない。
イディクス
統率者であるル＝コボルが、2,000年前に同胞と敵対し敗北した際、惑星ごと砕けてしまった自らの欠片（惑星の住人の心に寄生した自分自身）を集めるために作り上げた組織。
惑星の崩壊により各地に散った、欠片を宿した古代人の住んでいる星を探しては刺激して混乱に陥れ、そして用済みになれば破壊するということを繰り返してきた。惑星アトリームやベザードを襲ったのもそのためである。その規模はとても強大であり、アトリームは1か月、ベザードは10日足らずで滅ぼされてしまった。
構成員は一兵卒に至るまでが、四散したル＝コボルの「欠片」から生まれた存在で、いわばル＝コボルの分身である。いずれは全ての「欠片」を統合し、元の力を取り戻すための存在であった。その基本的意識はかつてのル＝コボルの破壊衝動である。
その活動は、ダイモンにとっても全並行宇宙崩壊の一環として興味深かったらしく、ダイモンにはタングラムの存在を介し活動を支援されると同時に、その習性を学習されていた。
『破邪大星ダンガイオー』のギル・バーグが組織の行動にそこかしこで関わっており、作戦の大半は彼の暗躍によって潰されている。
イディクス関連
欠片
古代人の心に寄生したル＝コボルそのもののことである。欠片が全て集まればル＝コボルは本来の破壊衝動の塊に戻り、一瞬で宇宙を破壊してしまうとされる。
また、憑代を媒介として欠片が実体化して出来た兵士を融合させ、より強力な精神生命体を作り出すことも可能であり、その結果イスペイル、ヴェリニー、ガズムが生まれた。
欠片の強さにも個人差があり、世代を重ねれば重ねるほど強力になる。レム・ルージュが『神の石』に近づくと『神の石』が起動しなくなってしまったのはその影響だということが語られている。しかし、強力な欠片はそれだけ持ち主の影響を吸収する側が受ける可能性も高まるため、憑依という手段を使い少しずつ憑代の意識だけを消していく。
欠片は悪意に反応するため、欠片を持つ生物がいる惑星を見つけるとイディクスはまずその星を刺激して混乱をもたらし、欠片を持つ生物が悪意に支配されるように仕向ける。しかし、必ず支配されるわけではない。
クリシュナ・ハート
ル＝コボルの最終搭乗機、アルケウスに搭載されたクリスタル・ハートのアンチシステム。クリスタル・ハートと同じく搭乗者の感情の波長を増幅させエネルギーを生み出すが、こちらは悪意などの負の想念をエネルギーに変換するという、クリスタル・ハートとは正反対の存在。クリスタル・ハートとは互いに打ち消し合う。
ル＝コボルはクルス人がこれを暴走させた（というよりは単なる事故だったらしい）ために生まれた。
実はクリスタル・ハート同様複数が存在し、アルケウスに搭載されていたものはその内の一つ。ル＝コボルが敗北した戦闘においては、クリスタル・ハート陣営のみならず、残存していたクリシュナ・ハート搭載機までもが敵にまわっていた。
時空間ゲート
イディクスが兵員輸送等に使用していた技術。アトリームやベザードへの侵略の際にはこれを使ってどこからともなく大規模な戦力を送り込んできた。地球ではこれを使って侵略の邪魔になる大空魔竜を「もう一つの地球」やダリウス界に飛ばしていた。のちに発生装置自体は月面基地から消えたが、味方勢力も超空間発信機によってこれを自由に利用できるようになり、移動に時間がかかる距離を一瞬で移動できるようになるなど、便利な移動手段として活用された。本体はアルケウスの背中に背負われている。
ゲートの発生には地球の半分が停電するほどの膨大なエネルギーが必要なため本来おいそれとは使えないものであるはずだが、タングラムの力によってエネルギーの問題が解決した上、異世界へのゲートも開けるようになった。
作中で最後に使用されたのは「もう一つの地球」に属するメンバー達を故郷に帰したときであり、各国首脳の承認の下に行われた。その後はもうよほどのことがない限り使用されることはないとサコンが断言している。
プラネット・クライシス
イディクスが保有する惑星破壊兵器。惑星を時空間レベルでぶつけて、破壊・消滅させるという恐るべき兵器である。
これを使用するとその星に住むル＝コボルの「欠片」が兵士となって実体化するが、その強さは均一になってしまい「欠片」の吸収にひどく手間がかかってしまう。
劇中では幸せの時計画が阻止された直後に発動、二つの地球を互いに視認できるほど巨大な時空間ゲートを開放し、同時に二つの地球に地震や嵐などの災害を発生させた。しかしタングラムの協力を得たミスト達によってル＝コボルが倒されたことによって停止する。

## スタッフ
エグゼクティブ・プロデューサー
灘俊宏
鈴木克寛
プロデューサー
寺田貴信
宇田歩
じっぱひとからげ
菊池博
ディレクター
赤羽仁
オリジナルメカニカルデザイン
谷口欣孝（たにめそ）
Mがんぢー
オリジナルキャラクターデザイン
糸井美帆
歌津義明
シナリオ
小峰徳司
梶原智
「バーチャロンマーズ」シナリオ協力
株式会社セガ
作曲
末村謙之輔
青木紀
サウンド製作
有限会社スタジオ ピージェー

## プロモーション

### テレビCM
今回、CMは以下の2バージョンが存在する。
- 新規参戦の『蒼穹のファフナー』で遠見真矢を演じた松本まりかがナレーションを務めた「惑星危機（プラネット・クライシス）篇」（2009年3月19日以前・現在オンエア済み）。
- 『スーパーロボット大戦W』、『スーパーロボット大戦OG ORIGINAL GENERATIONS』に続いて、2年ぶり3度目のCM起用となる中川翔子と、今回初参加となる荒井敦史の2人が出演する実写CM「約束（エンドロール）篇」[6]（2009年3月20日以降・現在オンエア済み）。

### 購入特典
予約特典は、各参戦作品に関わったスタッフのコメントなどが収録された小冊子『スーパーロボット大戦K Official Commentary Book』。

## 関連商品

### 攻略本
- スーパーロボット大戦K プレイヤーズバイブル ISBN 9784757748705
- スーパーロボット大戦K パーフェクトバイブル ISBN 9784757749078
- スーパーロボット大戦K ザ・コンプリートガイド ISBN 9784048678605
- スーパーロボット大戦K パーフェクトガイド ISBN 9784797354591

### コミック
スーパーロボット大戦K 4コマKINGS
2009年8月5日初版、一迅社、DNAメディアコミックス。ISBN 9784758005098
複数作家による二次創作4コマ漫画。
スーパーロボット大戦K コミックアンソロジー
2009年7月5日初版、一迅社、DNAメディアコミックス。ISBN 9784758004992
複数作家による二次創作短編漫画。

## BGM盗用問題
発売直後、ゲーム内で使用されているオリジナル曲の内、末村謙之輔が作曲を担当したものの中に『エストポリス伝記II』のBGM「地上を救う者」（作曲：塩生康範）および『クロノ・トリガー』のBGM「魔王決戦」（作曲：光田康典）の盗用を行ったものが存在することが発覚した。著作権を侵害したとして2009年8月19日にバンダイナムコゲームスの公式サイトに楽曲の無断使用に対する謝罪文が掲載された。また発覚当時シリーズのチーフプロデューサーであった寺田貴信もシリーズ公式ブログにて謝罪文を掲載している。